# Hospital general de Kočani
El hospital general de Kočani (en macedonio: Општа болница Кочани) es un hospital situado en la zona central de la ciudad de Kočani, en Macedonia del Norte. Ofrece sus servicios de salud continuos a la población que vive en los municipios de: Kočani, Cesinovo-Obleševo, Zrnovci y para la población de los municipios que están cerca del municipio de Kočani como: Vinica, Makedonska Kamenica, Berovo, Pehcevo y Delčevo donde viven aproximadamente entre 115.000 y 120.000 personas.
El hospital fue fundado en 1924 como un centro de salud para la malaria. En 1949 se construyeron las áreas generales y dentales y en 1952 fue registrado bajo el nombre de Centro de Salud Kočani.